# Мнацаканян, Альберт Сумбатович
Альберт Сумбатович Мнацаканян (арм. Ալբերտ Սմբատի Մնացականյան, 23 февраля 1930 г., г. Ереван, Армянская ССР — 30 сентября 1996 г., г. Ереван, Республика Армения) —  армянский, советский борец классического (греко-римского) стиля, тренер. Многократный чемпион Армянской ССР. Мастер спорта СССР (1953). 5-кратный чемпион первенства ЦС ВДФСО «Динамо». Бронзовый призёр чемпионата СССР (1961). Заслуженный тренер Армянской ССР (1966). Заслуженный тренер СССР  (1982).

## Биография
В 1947 году всерьез увлекся классической борьбой и начал тренироваться под руководством С. З. Варданяна.
В 1956 году закончил Армянский Государственный техникум физической культуры.  
Старший тренер Арм. ДФСО «Динамо» по спортивной борьбе 1975—1991 гг. За годы деятельности периодически участвовал в работе тренерского совета  сборной Армении по классической (греко-римской) борьбе, принимал участие в подготовке спортсменов сборной ЦС ВДФСО «Динамо» и сборной СССР. Воспитал более 50 мастеров спорта, мастеров спорта международного класса и заслуженных мастеров спорта СССР. Личный тренер многократных чемпионов СССР, Европы и мира Б. Пашаяна. и А. Тер-Мкртчяна.
Отмечен правительственными наградами СССР и Армянской ССР.

## Память

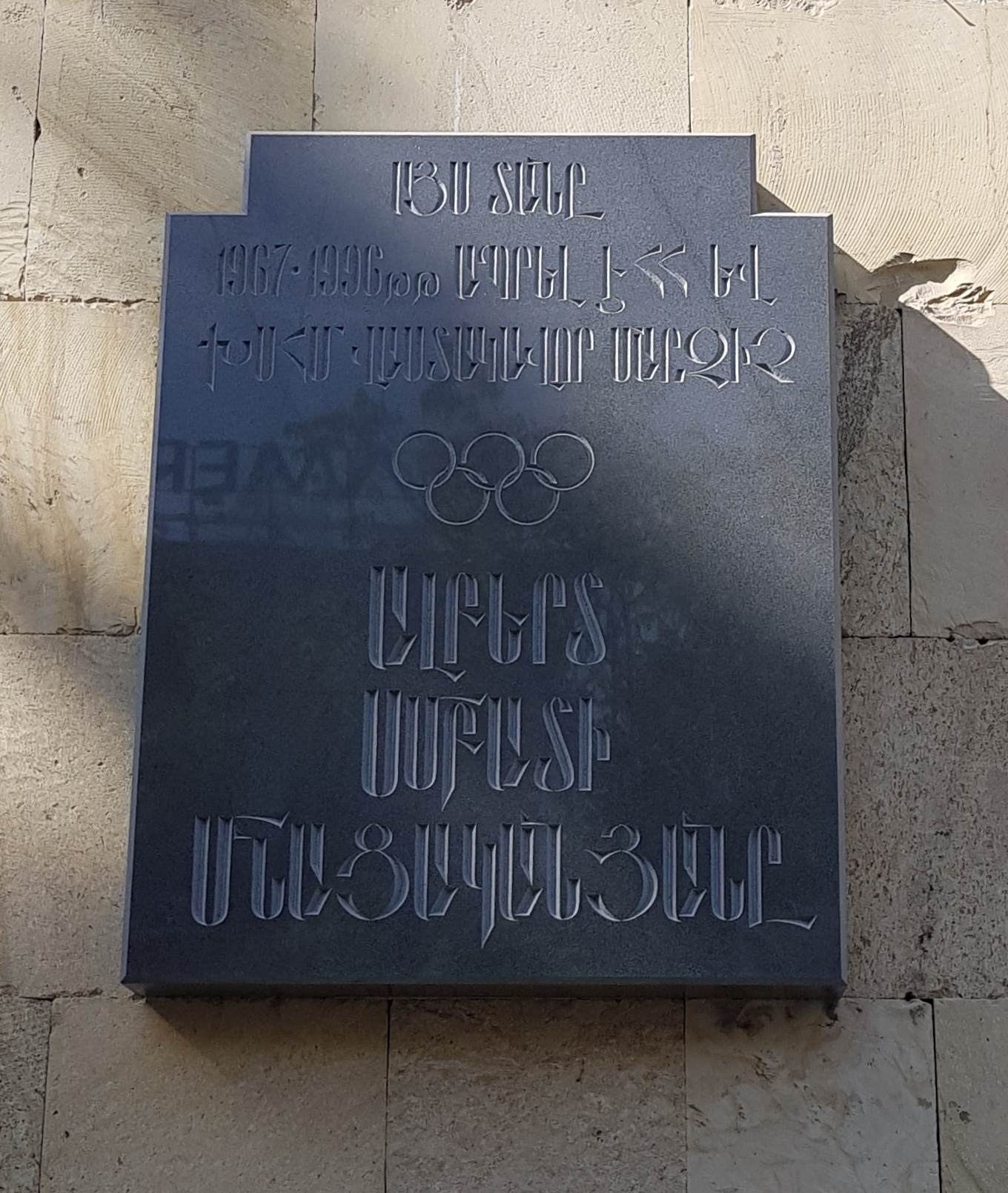
В этом доме 1967-1996 гг. жил Заслуженный тренер СССР и РА Альберт Сумбатович Мнацаканян

На стене дома по улице Абовяна, где жил А. С. Мнацаканян, в 2018 году была установлена мемориальная доска.
С 1997 года, в Ереване проводятся детско-юношеские турниры по греко-римской борьбе памяти А. Мнацаканяна.